# Daryl Smylie
Daryl John Smylie (Richhill, 10 settembre 1985) è un calciatore nordirlandese, centrocampista dell'Ölmstads IS.

## Carriera
La sua carriera è iniziata in Irlanda del Nord, ma con il compimento dei 16 anni di età Smylie è entrato a far parte delle giovanili degli inglesi del Newcastle. Nel corso degli ultimi due anni ha avuto modo di allenarsi con la prima squadra, non riuscendo però a fare apparizioni ufficiali.
Dopo un prestito allo Stockport County in Football League Two, nell'estate del 2006 si è unito a parametro zero agli scozzesi del Livingston militanti nella Scottish First Division, ma è stato svincolato dal contrato al termine della stagione 2006-2007.
È approdato in Svezia nell'estate 2007 per militare nella locale terza serie tra le file dell'Östersund insieme a un compagno di squadra della stagione appena trascorsa al Livingston, lo scozzese Paul Shields. Smylie ha iniziato in rossonero anche la stagione successiva, fintantoché a metà stagione si è trasferito al Ljungskile guidato dall'inglese David Wilson, sotto la cui gestione ha debuttato mel campionato di Superettan.
Smylie sale ulteriormente di livello raggiungendo la massima serie svedese grazie all'ingaggio da parte del Kalmar, che proprio l'anno prima aveva vinto il titolo nazionale. Il centrocampista nordirlandese gioca solo tre partite, prima di essere girato in prestito a stagione in corso allo Jönköpings Södra, in Superettan. Lo stesso copione si è ripetuto l'anno seguente, nel 2010: dopo dieci partite infatti è passato nuovamente in prestito allo Jönköpings Södra, ma due mesi dopo si è lesionato il legamento crociato. Il suo prestito al "J-Södra" è stato comunque esteso anche all'intero campionato 2011.
A partire dalla stagione 2012, non rientrando nei piani del tecnico del Kalmar Nanne Bergstrand, il giocatore è stato lasciato libero di unirsi allo Jönköpings Södra questa volta a titolo definitivo. Il 2 settembre 2013 ha segnato un gol dalla sua metà campo, cogliendo il portiere dell'Örgryte fuori dai pali. Nel dicembre 2013 ha rinnovato di due anni il suo contratto. Durante il campionato 2014 è stato particolarmente prolifico, con 13 reti segnate. Al termine della stagione 2015, conclusa con il ritorno dello Jönköpings Södra in Allsvenskan dopo 46 anni, ha firmato un rinnovo triennale. Ha sottoscritto un ulteriore rinnovo di due anni nell'ottobre 2017, nonostante il terzultimo posto in classifica che nelle settimane seguenti avrebbe portato la squadra alla retrocessione dopo un doppio spareggio contro il Trelleborg. Al termine del campionato di Superettan 2019, durante il quale ha giocato 27 partite e segnato 10 gol, ha chiuso la sua lunga parentesi allo Jönköpings Södra.
In vista della stagione 2020 è sceso in terza serie con l'ingaggio a parametro zero da parte dell'Assyriska IK, altra squadra con sede a Jönköping, da non confondere con altri club svedesi omonimi come per esempio l'Assyriska FF. Qui ha giocato dieci partite di campionato.
Nell'agosto 2021 ha firmato con l'Ölmstads IS, club militante nella sesta serie nazionale.